# Berkay Tanir
Berkay Tanir (* 16. Juni 1999 in St. Pölten) ist ein österreichischer Fußballspieler.

## Karriere
Tanir begann seine Karriere bei der SKVg Pottenbrunn. Zur Saison 2009/10 wechselte er zum SC Herzogenburg. Zur Saison 2012/13 kam er in die AKA St. Pölten. Nach etwas über einem halben Jahr in der St. Pöltner Akademie wechselte er im März 2013 in die Jugend des SKN St. Pölten. Zur Saison 2014/15 kehrte er in die AKA St. Pölten zurück. Zur Saison 2017/18 wechselte Tanir in die Türkei in die Jugend von Gençlerbirliği Ankara.
Im Februar 2019 schloss er sich dem unterklassigen Eskişehir Yunusemre Spor an. Zur Saison 2019/20 wechselte er in die Jugend von Eskişehirspor. Im Februar 2020 stand er gegen den Fatih Karagümrük SK erstmals im Kader der zweitklassigen Profis von Eskişehir. Sein Debüt in der TFF 1. Lig gab er schließlich im März 2020, als er am 28. Spieltag der Saison 2019/20 gegen Adana Demirspor in der 72. Minute für Hasan Ulaş Uyğur eingewechselt wurde. Bis Saisonende kam er zu sieben Einsätzen in der zweithöchsten türkischen Spielklasse. Für das Team kam er zu 34 Zweitligaeinsätzen, ehe der Klub 2021 aus der 1. Lig abstieg. Anschließend absolvierte er 30 Partien in der TFF 2. Lig in der Saison 2021/22, aus der Eskişehir ebenfalls abstieg. In der Saison 2022/23 spielte er dann wiederum 25 Mal in der TFF 3. Lig, aus der Eskişehir aber auch abstieg.
Zur Saison 2023/24 wechselte Tanir dann zum Drittligisten 68 Aksaray Belediyespor. Für Aksaray kam er in der Hinrunde aber nur dreimal zum Einsatz. Im Februar 2024 wurde daraufhin an den Viertligisten Bayburt Grup İl Özel İdare GS verliehen. Während der Leihe kam er zu zehn Viertligaeinsätzen. Im September 2024 wechselte er fest zum Viertligisten Anadolu Üniversitesi SK. Ohne Einsatz für Anadolu wechselte er bereits im Oktober 2024 zum unterklassigen 2 Eylül Spor.